# Probothrium pubescens
Probothrium pubescens là một loài bọ cánh cứng trong họ Elateridae. Loài này được Kirby miêu tả khoa học năm 1818.